# Syndipnus maculiventris
Syndipnus maculiventris là một loài tò vò trong họ Ichneumonidae.